# 日本吹奏楽指導者協会
公益社団法人日本吹奏楽指導者協会（にほんすいそうがくしどうしゃきょうかい、Japanese Band Directors Association, JBA）は、全国各地から集まった吹奏楽指導者あるいは音楽関係者によって組織される公益社団法人である。

## 目的
この法人は、吹奏楽指導者の知識・技能及び資質の向上と吹奏楽の振興を図る事業を行い、また吹奏楽に関する学習機会を広く一般に提供し、もって我が国の芸術・文化の発展に寄与することを目的とする。

## 沿革
- 1965年11月19日 - 「P.ヨーダー博士を囲む会」で設立の提言を受ける。
- 1966年9月1日 - 設立発表。
- 1967年1月8日 - 創立総会にて発足。
- 1967年7月16日 - 8月1日 - JBAアメリカ吹奏楽視察団、イーストマン音楽学校他でアメリカの吹奏楽を視察。
- 1968年 - JBA「作曲賞」制定。
- 1970年 - JBAアメリカ吹奏楽視察団(団長 山口常光)、ミッドウェスト・クリニック（英語版）に日本からの団体として初の訪問。
- 1972年 - JBAレコード賞制定(1986年まで)
- 1974年 - 第1回JBA-ABA合同会議をハワイで開催。
- 1975年 - JBA「作曲賞」を、JBA「下谷賞」と改称。
- 1975年 - JBA機関誌「えこう」創刊。
- 1975年 - 東南アジア吹奏楽指導者合同会議ソウル大会を開催。
- 1978年 - 第1回東南アジア吹奏楽指導者協会東京大会を開催。
- 1981年 - 第1回世界吹奏楽協会(WASBE)(マンチェスター)設立総会に出席。
- 1982年 - 第1回吹奏楽ゼミナール開催。
- 1986年 - 第1回吹奏楽指導者認定試験実施。
- 1989年 - 第1回吹奏楽の祭典開催(1994年まで)。
- 1990年 - 第1回吹奏楽演奏技能検定実施(2004年まで)。
- 1993年 - JBA機関誌「えこう」を、「ウインド・フォーラム」に改題。
- 1993年 - 第1回吹奏楽指導者指揮法講座開催。
- 1997年 - 第1回全日本ジュニア管打楽器ソロコンテスト(現 全日本中学生・高校生管打楽器ソロコンテスト)共催。
- 2000年4月20日 - 社団法人日本吹奏楽指導者協会設立総会。
- 2000年6月7日 - 文部省所管の社団法人として認可を受ける。
- 2007年 - 「下谷賞」作品募集をとりやめ、「下谷奨励賞」と改称。
- 2011年9月1日 - 公益法人制度改革により公益社団法人に移行。
- 2012年5月8日 - 公益社団法人への移行に伴う臨時総会。
- 2016年6月18日 - 創立50周年記念式典・祝賀会。
- 2016年 - 「下谷奨励賞」を、「JBA下谷賞」と改称。
- 2022年 - 「JBA下谷賞」の作品募集と選考を独自に行うことに変更。

## 組織及び主な活動

### 事業組織
JBAの事業組織では下記の委員会を設け、吹奏楽界の発展を目指し活動している。
生涯学習・社会教育委員会
吹奏楽の広まりにより増加しているバンド指導者の育成を目的としており、生涯学習と社会教育事業を推進するため講習会や試験など開いている。主な活動として「吹奏楽ゼミナール」や「吹奏楽指導者認定試験」を定期的に実施している。
指揮法講習会委員会
バンドディレクターを対象とした講習会の開催など。
吹奏楽曲開発委員会
JBA独自に作品募集と選考を行い、「JBA下谷賞」を贈呈している。
ソロコンテスト委員会
毎年3月に「全日本中学生・高校生管打楽器ソロコンテスト」を、1996年度(平成8年度)〜2011年度(平成23年度)はアクトシティ浜松(主催:浜松市、浜松市文化振興財団、日本高等学校吹奏楽連盟、共催:日本吹奏楽指導者協会他)で実施していた。2012年度(平成24年度)からは主催を日本吹奏楽指導者協会に変更し、東京の中央区立日本橋公会堂(2012年度(平成24年度)〜2014年度(平成26年度))や東京・神奈川の各音楽大学(2015年度(平成27年度)〜)を会場として開催している。
吹奏楽発祥の地記念碑保存委員会
吹奏楽発祥の地記念碑保存委員会は当時JBA会長であった春日學を委員長として発足させたものであり、吹奏楽発祥の地・記念碑は、1989年(平成元年)に吹奏楽伝習開始120周年を記念して吹奏楽発祥の地記念碑保存委員会が完成させたものである。同年9月15日、妙香寺に於いて第1回記念音楽会と献納式典が開催される。
国際交流委員会
偶数年(2025年からは奇数年)にアジア・太平洋吹奏楽指導者会議(APBDA)、奇数年(2022年からは偶数年)に世界吹奏楽会議(WASBE)に参加し、吹奏楽の国際的な普及とレベルの向上に努めている。また、JBA-ABA合同会議(Japanese Band Directors Association / American Bandmasters Association joint convention)、APBDA、WASBE、海外公演する吹奏楽団の推薦を行っている。1980年 - 1995年は「ウィーン世界青少年音楽祭」への推薦も行っていた。
広報・研究委員会
吹奏楽関連の学術研究に必要な資料や、日本の吹奏楽史上価値がある資料の特定作業やその管理及び保存。また吹奏楽紀要(論文集)、機関誌「ウインド・フォーラム」の発刊やホームページ管理なども行っている。
東日本大震災対策委員会
東日本大震災で被災された団体及びその地域で計画する事業（復旧・復興を目的としたチャリティーコンサート等）への支援など。
人材バンク委員会
吹奏楽の各分野において豊富な専門知識と技能を有する指導者を登録し、その情報を提供している。

### 支部組織
JBAの支部組織は以下の9支部である。
- 北海道支部
- 東北支部
- 関東甲信越支部
- 東海支部
- 北陸支部
- 関西支部
- 中国支部
- 四国支部
- 九州支部

## 会長・名誉会長・顧問

### 会長
- 初代 山口常光 （1967年〜1968年）
- 二代 廣岡淑生 （1968年〜1969年）
- 三代 岡田與祖治 （1969年〜1970年）
- 四代 神納照美 （1970年〜1975年）
- 五代 江﨑真澄 （1975年〜1980年）
- 六代 辻井市太郎（1980年〜1985年）
- 七代 春日學 （1985年〜1993年）
- 八代 秋山紀夫 （1993年〜1997年）
- 九代 杉山頴司 （1997年〜2002年）
- 十代 藤田玄播 （2002年〜2006年）
- 十一代 遠山詠一 （2006年〜2010年）
- 十二代 澤野立次郎 （2010年〜2012年）
- 十三代 牟田久壽 （2012年〜2016年）
- 十四代 岡田知之 （2016年〜2022年）

### 名誉会長
- 山口常光 （1968年）
- 廣岡淑生 （1969年）
- 岡田與祖治 （1970年）
- 神納照美 （1975年）
- 江﨑真澄 （1979年）
- 辻井市太郎 （1985年）
- 青木正久 （1991年）
- 秋山紀夫

### 顧問
- 石田退三 トヨタ自動車工業社長 (1970年)
- 盛田昭夫 ソニー副社長
- 下谷修久 千修社長 (1978年)
- 赤松憲治 尚美学園理事長 (1983年)
- 下谷隆之 千修社長 (1991年)

### 主催事業
- 吹奏楽指導者認定試験
- JBA下谷賞
- 全日本中学生・高校生管打楽器ソロコンテスト

### 関連団体等
- 全日本吹奏楽連盟
- 日本高等学校吹奏楽連盟
- 中部日本吹奏楽コンクール
- 世界吹奏楽会議
- アジア・太平洋吹奏楽指導者会議
- JBA-ABA合同会議
- 響宴

### 関連人物
- 岩原篤男 栃木県部会長